# 鈴木規夫
鈴木 規夫（すずき のりお、1951年10月12日 - ）は、香川県坂出市出身のプロゴルファー。2015年8月1日よりカバヤ・オハヨーグループ所属。

## 略歴
幼少期より近所のゴルフ場を遊び場として、芝生やラフの上を走り回っていたが、高松カントリー倶楽部で戸田藤一郎のパンチショットを見てゴルフを覚える。幼い日の鈴木は心躍らせながら戸田のプレーぶりを見つめ、12番、13番、17番、18番の4ホールしか見られなかったが、毎回その姿を追いかけていた。小学1年生になった頃には戸田が心のヒーローになっていたが、当時の鈴木には「ゴルフがうまい、ただのオッチャン」という認識しかなかった。
8歳の時に父から中古の大人用クラブを与えられると、中学進学と同時にキャディのバイトを始める。中学卒業後は高松CCヘッドプロの増田光彦に弟子入りし、坂出高校定時制に入学。高校を卒業して研修会に入り、1972年に21歳でプロテストに合格。
プロテストに出かける時に、増田から当時使っていたドライバーのシャフトを1インチ短く切り、「これで戦ってこい」と手渡して送り出された。42インチの短いドライバーで受けたテストではボールは曲がらないため、力いっぱいフェアウエーに落とした。
1973年1月に増田の縁で、大分県別府市の城島高原カントリー倶楽部を整備中であった会社「西日本レジャー開発」に入社し 、四国から別府に拠点を移す。
同年の美津濃プロ新人では初挑戦の名門・我孫子を怖い物知らずの勢いで優勝し、賞金50万円と副賞のカラーテレビを獲得して「1日ホールでこれだけ稼げるなんてプロはいいなあ」と有頂天になった。歯切れのよいショットと攻撃的な試合運びを身上とし、"九州の若鷹"という異名をとった。
1974年から1978年まで地元の九州オープンでは前人未到の5連覇という記録を残し、
1974年は2月に患った肝炎で3ヶ月ほどのリハビリを経て出場したが、暑さでバテながらも2日目の69が利いて優勝。
研修期間を終えた翌年の九州オープンに優勝し、1974年の産報クラシックでは青木功と優勝争いを演じて4位に入るなど、1年目から活躍。
1975年にはグリーンは砂だらけの河川コースに関西の有名プロが大挙出場したくずは国際で、初日をハーフ28で回り、コース新の62で飛び出すと、テッド・ボール（ オーストラリア）に7アンダー差 を付けると同時にベテランの橘田規・宮本省三・杉原輝雄、『関西三羽烏』の前田新作・山本善隆・中村通らを抑えて優勝。ダンロップトーナメントでは最終日に最終組の3組前で回って逆転優勝し、4日間トーナメント初優勝。テレビで全国放送されていたため、この試合が鈴木の名前を覚えてもらうきっかけになり、九州オープンではダンロップトーナメント優勝後の試合で多くのギャラリーが集まった中で連覇。
1976年のフジサンケイクラシックでは最終日に青木・呂良煥（ 中華民国）、ビル・ブラスク（ アメリカ合衆国）の優勝争いでブラスクが脱落したところを代わって3アンダーで加わる。混戦から最初に抜け出した青木は崩れ、アウトで並んだ呂良がインで青木に競り勝って優勝かと思われたところ、鈴木が最終ホールの18番でバーディーを出して土壇場で呂良を捕まえる。大会初のサドンデス・プレーオフでは勝負がつかず、3回り目の17番ショートでは呂がグリーン右に大きく外しボギー。1オンの鈴木が5ホール目で呂の連覇を阻み、鈴木は外人勢4連覇を止めて日本勢初制覇をもたらす。
同年にはピーター・トムソン（オーストラリア）から挑戦を勧められて全英オープン出場を決意し、6月下旬にイギリスへ渡る。
最初にR&Aから正式に招待状を受け取ったのは前年度の日本オープン覇者の村上隆であったが、村上は出場を断った。それを聞いて「なんというもったいないことをするのだろう」と思った鈴木にトムソンが「なら、君がジ・オープンに出場してみてはどうかな。月曜日の予選会から出なくてはならないが、パープレーで回れば予選会は通過できるし、君なら軽いもんだと思うけどね」と囁き、それを聞いた鈴木は「2日間のマンデーをパープレーで回れば本選に出場できるのか。それなら問題ないな」と気負いもなく思った。
渡英後に5会場で実施された予選会のうち、ウエストランカシャーでプレーした鈴木は見事2で出場権を掴み取り、ロイヤルバークデールで行われた本戦では同コースで2度勝っているトムソンに練習ラウンドで攻略法をしっかり教わっていたため、初日から結果を出す。風が比較的弱い早い時間にスタートすると、パー34のアウトを1バーディー、2ボギーで折り返し、パー38のインで爆発。11、12番でバーディーを奪うと、15番からは3連続バーディーの快進撃。18番パー5は1打目をバンカーに入れてボギーとしたが、初めてのメジャーで3アンダー、69の好スコアをマーク。初日にセベ・バレステロス（ スペイン）、クリスティ・オコーナー・ジュニア（ アイルランド）と並ぶ首位で、日本人プレーヤーとしては史上初めて首位に立った。午後スタートで強風の中でのプレーとなった2日目は75と苦戦を強いられて6打差8位に後退し、3日目も75で8打差11位となった。最終日もアウトでは思うようなゴルフができず、2つボギーを叩いて2オーバーの36であったが、気持ちは折れていなかった。12番パー3でこの日初バーディーを決めると13番パー5では2オンしてバーディー、17、18番のパー5でも2オンでバーディーを奪い、インは4アンダーの34をマーク。最終日は70で4日間通算1オーバー、289は堂々10位に食い込む見事なスコアであった。メジャーにおける日本男子選手のトップ10入りは1973年マスターズ8位の尾崎将司以来2人目で、その快挙をメジャー初出場でやってのけた。
地元のファンは日本から単身やってきた無名の若者の歯切れのよいショットに瞠目し、驚嘆し、最後には惜しみのない拍手を送った。イギリスの新聞では、日本の誇る有名なバイクのメーカーとスズキの名前が同じであることを書いたほか、「この青年はニッポンでプロになってまだ3年半の経験しかなく、身長は5フィート・7インチ（171cm）、体重も145ポンド（65kg）と軽いのに、ドライバーショットは265ヤードも飛ばし、アイアンから繰り出されるボールは自由自在であった」 と書き立てた。
全英オープンから帰国直後にはゴルフ雑誌の企画でプロになって間もない中嶋常幸と対談し、「イギリスのコースはガタガタ道を歩くようなもんだ。一度戦う必要がある」と、全英オープン出場を勧めた。
九州オープンでは時差ボケや疲労で体力的に参ったが、最終日は大差をつけられてのスタートも、18番の連続バーディーで68でホールアウト。首位の柳田勝司に追いつき、プレーオフに持ち込んでの逆転勝ちで3連覇。
静岡オープンでは全英帰りの時差ボケも消え、決勝ラウンドを67・67で呂良・宮本康弘に逆転勝ちする。
阿蘇ナショナルパークオープンでは初日に68をマークして首位でスタートし、最終日にはコースレコード67をマークした鈴木智美に2打差付けて優勝。表彰式では優勝副賞に獲得した肥後の赤牛とツーショットの写真を撮ったが、その後の処置に困った。
1977年にはアメリカツアーに初挑戦して散々な結果に打ちのめされたが、国内ではボールがラージからスモールに変わったシーズンで、九州オープンでは3日目に68をマークして後続に6打差付けて4連覇。
1978年の九州オープンではアマチュアの一瀬智がノープレッシャーで良いプレーをしていた中、アマに負けたら大変と必死になり、最終日の17、18番でひっくり返して1打差で5連覇を達成。国内のトーナメント連勝記録としても日本プロシニア5連覇の戸田とタイになった。
1978年にはワールドカップ日本代表に初選出され、団体でペアを組んだ内田繁と共に夫人をハワイに連れて、夫婦同伴で試合した。試合ではジョン・マハフィー&アンディ・ノース（アメリカ）、ウェイン・グラディ&グレッグ・ノーマン（オーストラリア）、デイブ・バー&ダン・ホールドソン（ カナダ）、ハワード・クラーク&マーク・ジェームス（ イングランド）、ケン・ブラウン&サム・トーランス（ スコットランド）、アントニオ・ガリド&マニュエル・ピネロ（スペイン）、ルディ・ラヴァレス&エレウテリオ・ニバル（ フィリピン）に次ぎ、クリスティ・オコーナー・ジュニア&エディ・ポランド（アイルランド）、エルネスト・ペレス・アコスタ&ビクター・レガラド（ メキシコ）、ハン・チャンサン&キム・サクボン（ 韓国）、謝永郁&許勝三（中華民国）、クレイグ・デフォイ&デビッド・ヴォーン（ ウェールズ）と並ぶ8位タイと健闘。
全英では「日本のスズキとはオートバイだけじゃない」と地元のファンを唸らせたほか、さらに“日本人は当分勝てない”といわれた太平洋マスターズを1979年・1980年と2連覇。1979年はロッド・カール、ビル・ロジャース、トム・ワトソンらアメリカ勢を破り、1980年は尾崎将をプレーオフで下した。
1979年は九州オープンで秋富由利夫に6連覇を阻まれて2位に終わり、髪を五分刈りにして心機一転。四国で師匠の増田に久々に会うと「バックスイングでインサイドに引きすぎている」と指摘され、太平洋マスターズではテークバックを意識してプレーすると好感触であった。
1979年の太平洋マスターズはワトソン、ロジャースにリー・トレビノ、ジーン・リトラー、ギル・モーガンが出場し「米ツアーがそのまま輸入された」と称されたほどの豪華な顔ぶれに割って入り、3日目を終えた時点で鈴木とロジャースが通算7アンダーで首位タイに並ぶ。ロジャースは鈴木と誕生日が僅か1ヶ月違いの同年代であったが、170cm、68kgの鈴木に対し、ロジャースは183cm、66kgの長身で、体格差は歴然としていた。それでもこの週、好調な鈴木はアプローチにほとんど全てのクラブを使用し、状況に応じて変えて見事に決まる。勝負のかかった最終日は生憎の雨で一気に寒くなり、気温は12度に下がり、選手達はタートルネックにカシミヤのセーターを重ねてもなお、寒さに震えながらのプレーとなる。試合は最終組の鈴木・ロジャースによるマッチレースの様相を呈していき、4番パー3（177ヤード）で鈴木が12mのロングパットを決めてバーディとなるが、8番、9番と連続ボギーで37。ロジャースも2ボギーの38とスコアを落とし、勝負は一進一退の状況でサンデーバックナインへと突入。前の組にはワトソンとカールで緊迫感が増してくるが、鈴木は勝負に出る。寒さに耐えながら固唾を飲んで激闘を見守る7291人の前で、10番1.5m、12番では10mのロングパットを1発で沈めて8アンダーとし、一気にロジャースとの差を3打まで広げた。残るは上がり3ホールで、試合が終盤にさしかかる頃、富士山を覆っていた霧がコースに降りてきたため視界は一気に悪くなり、最終組が16番パー4のティーショットを打ったところで中断のサイレンが鳴る。この時が午後3時で、鈴木はロジャースとの3打差をキープしていたが、前の組のワトソンが猛追を開始。17番で2mに付けてバーディを奪いロジャースと並び5アンダーとなったところでプレーを止められ、ワトソンはギャラリーの立場に立って「中断するべきではない」と猛抗議に出ていた。鈴木とロジャースは優勝の行方を大きく左右する16番のセカンドショットに待ったをかけられたまま、実に1時間15分も待たされることになったが、周りには休む場所もなく、ケヤキのところで立ったまま待つしかなかった。左のバンカーの手前にいたファンやコース関係者の人達がチョコレートを貰うなどサポートを受け、サイレンがコースに響き渡りようやく再開となった時、鈴木には残り180ヤードの第2打が残っていた。体は冷え切っていたが、スムーズに動き、軽いフェードの軌道を描きながら3.5mのバーディチャンスにピタリとついた。このホールは2人ともパーで、最終18番のパー5でティイングエリアに8アンダーの鈴木が上がった時、ワトソンが2ホールを連続バーディで終え、6アンダーの2位でホールアウト。一緒に回る3位のロジャースとは3打差があり、鈴木はこのティショットでフェアウェイをキープ。残り230ヤードを3番ウッドで打ち、奥のバンカーに捕まったが、難なくこのショット寄せ、2パットのパーとし、ワトソンとこのホールでバーディを奪ったロジャースに2打差をつけて優勝を飾った。
1980年のペプシウィルソントーナメントでは全米オープン2位から凱旋帰国した青木やグラハム・マーシュ（オーストラリア）、謝敏男（中華民国）との争いを最終日で逃げ切り、“ジャイアントキラー”ぶりを発揮して優勝賞金500万円を手にした。この時は全米オープン2位の快挙から帰国した青木の凱旋試合にマスコミも大騒ぎする中、鈴木は心の中で「向こうが全米2位なら俺は全英10位だぞ」と思っていた。最終日の17番で12mほどの難しいバーティーパットを沈めて青木をリードし、最終18番は奥のラフに外したが1.5mに寄せてパーセープして逃げ切った。
ホストプロとして出場した美津濃トーナメントでは8月の炎暑の中で喉が渇くため宿舎ではビールを飲んで水分を補給し、4日間60台のスコアを並べて自己ベストの20アンダーで優勝。
広島オープンでは試合に向かう新幹線で子供の頃から憧れていた戸田に偶然出会い、「右足がちょっと動きすぎだ」と言われる。試合では右足を意識しながらプレーし、安田春雄と争ったがパットが好調で12アンダーで優勝すると、試合後には早速、戸田に「おかげで勝てました」と電話した。
同年には2年ぶりにワールドカップ日本代表に選出され、9年ぶりに選出された安田とペアを組んだが、団体・個人共にトップ10入りは果たせなかった。
1980年の太平洋マスターズでは試合前から「勝てそうだ」という予感があり、尾崎将とのプレーオフも淡々と落ち着いて臨めた。
シーズン4勝目で賞金ランク2位に入ったことで1981年にはマスターズに招待出場し 、青木と共に45位タイに終わった。オーストラリアン・マスターズではテリー・ゲールと共に4オーバーの296、ノーマンと7打差の2位タイ に入った。関西プロでは初日にコースレコード64で首位に立ち、プロを目指してから念願の公式戦優勝を飾る。
1982年には視力低下が気になりだしたが、九州オープンで良いゴルフをしていた吉村金八を何とか交わして4年ぶり6回目の優勝を飾った。全日空札幌オープンでは初日46位から2日目に1イーグル、8バーディー、1ボギーの63とコース新をマーク、通算7アンダ―137で一気に首位に躍り出た。3日目には快晴、微風の好コンディションの中、前日のコース新63に気を良くして1イーグル、2バーディー、1ボギーの69でまとめ、通算10アンダーの206とスコアを伸ばして首位を守った。最終日は1打差でスタートすると、羽川豊に一時は逆転され2打差を付けられるも、我慢のゴルフに徹して通算10アンダーで逃げ切る。青木の猛追も1打差で振り切り、プロ通算19勝、九州オープンに続いて同年2勝目を挙げた。
1983年5月には急性肝炎で倒れて1ヶ月近く入院し、6月末から戦線に復帰したが、8年続けたシード権を失った。1984年は2試合目のくずは国際を66・67のスコアで幸先よく優勝 したが、その後は体をかばうスイングになってパットにも影響し、まるで噛み合わないゴルフが続く。ペプシ宇部、九州オープン、全日空札幌と3度ベスト10入りしただけで、秋は11試合で半分以上の6試合が予選落ち。最終戦まで持ち込んで、なんとかギリギリの39位に飛び込むことが出来た。
1987年10月2日の東海クラシック2日目で、記録の残る1985年以降日本男子ツアー最多となる122打を記録しているが、これは9番ホールの欄にインの合計スコア（42）を誤記したことが原因である。
1994年・1995年と東急大分オープンを連覇し、現役引退後は社団法人日本ゴルフツアー機構（JGTO）の理事としてツアー運営にあたり、ザ・ロイヤル、大洗、よみうり、JFE瀬戸内海、日清都、那覇など全国でコース監修を務める。テレビ解説、講演、アマチュア及びプロ育成の指導にあたる。
一般社団法人「日本高等学校・中学校ゴルフ連盟」、大分県ゴルフ協会国体強化部の両ヘッドコーチの立場で若手のレッスンに心血を注いでいる。
2024年1月23日、2023年度で制定50回目を迎える九州・沖縄のゴルファーで顕著な活躍をした選手に贈られるグリーンハット賞で特別賞に選ばれる。第1回（1974年度）から3年連続プロ部門で選出されるなど通算6度と歴代最多の受賞を誇る。

## 優勝歴
- 1973年 - 美津濃プロ新人
- 1974年 - 九州オープン
- 1975年 - くずは国際、ダンロップトーナメント、九州オープン
- 1976年 - フジサンケイクラシック、静岡オープン、阿蘇ナショナルパークオープン、九州オープン
- 1977年 - 九州オープン
- 1978年 - 九州オープン
- 1979年 - 太平洋クラブマスターズ
- 1980年 - ペプシ宇部、美津濃トーナメント、広島オープン、東芝太平洋マスターズ
- 1981年 - 関西プロ
- 1982年 - 九州オープン、全日空札幌オープン
- 1984年 - くずは国際
- 1994年 - 東急大分オープン
- 1995年 - 東急大分オープン